# Genetische associatie
Een genetische associatie is een verhoogde correlatie van eigenschap doordat deze gemiddeld vaker of juist minder vaak voorkomt bij dragers van bepaalde genvarianten.
Alle aspecten van gedrag, fysiologie of lichaamsbouw, kortom alle fenotypische eigenschappen, kunnen genetische associaties vertonen en is van toepassing op alle soorten organismen, inclusief de mens. Het bestaan van een genetische associatie wil overigens nog niet zeggen dat een geassocieerde genvariant een eigenschap ook (mede)veroorzaakt, aangezien correlatie geen bewijs van causaliteit is, al kan het daar wel een aanwijzing voor zijn.
De genetische variant waarmee een eigenschap geassocieerd is, kan onder andere zijn: een enkel-nucleotide polymorfisme, een copynumbervariatie, een allel, of een combinatie van deze, al dan niet gelegen op hetzelfde haplotype.  